# Timo Baumgartl
Timo Baumgartl (Böblingen, 4 maart 1996) is een Duits voetballer die doorgaans als centrale verdediger speelt.

## Clubcarrière
Baumgartl speelde in de jeugd voor GSV Maichingen, SSV Reutlingen 05 en VfB Stuttgart. Hij debuteerde op 18 december 2013 voor VfB Stuttgart II in de 3. Liga, tegen Borussia Dortmund II. Zijn debuut in de hoofdmacht volgde op 8 november 2014, in een met 2–0 verloren wedstrijd in de Bundesliga uit bij Werder Bremen. Hij groeide datzelfde seizoen nog uit tot basisspeler. Baumgartl speelde in vijf seizoenen meer dan honderd wedstrijden voor Stuttgart. Hij degradeerde in 2016 met de club uit de Bundesliga, om het jaar daarna kampioen te worden in de 2. Bundesliga. Na het seizoen 2018/19 volgde een nieuwe degradatie.
Baumgartl tekende in juli 2019 een contract tot medio 2024 bij PSV. Dat betaalde €10.000.000,- voor hem aan VfB Stuttgart. De Duitse club kreeg daarbij tot €2.000.000,- extra in het vooruitzicht aan eventuele bonussen. Baumgartl maakte op 8 augustus 2019 zijn debuut voor PSV, tijdens een met 0–1 gewonnen wedstrijd in de voorronden van de Europa League uit tegen FK Haugesund.
Op 26 juli 2023 maakte FC Schalke 04 bekend Baumgartl in te lijven. Hij tekende een contract tot en met 30 juni 2025.

## Clubstatistieken
| Seizoen         | Club            | Competitie      | Competitie | Competitie | Beker | Beker | Internationaal | Internationaal | Totaal | Totaal |
| Seizoen         | Club            | Competitie      | Wed.       | Dlp.       | Wed.  | Dlp.  | Wed.           | Dlp.           | Wed.   | Dlp.   |
| --------------- | --------------- | --------------- | ---------- | ---------- | ----- | ----- | -------------- | -------------- | ------ | ------ |
| 2014/15         | VfB Stuttgart   | Bundesliga      | 20         | 0          | 0     | 0     | —              | —              | 20     | 0      |
| 2015/16         | VfB Stuttgart   | Bundesliga      | 19         | 0          | 2     | 0     | —              | —              | 21     | 0      |
| 2016/17         | VfB Stuttgart   | 2. Bundesliga   | 29         | 1          | 1     | 0     | —              | —              | 30     | 1      |
| 2017/18         | VfB Stuttgart   | Bundesliga      | 29         | 0          | 2     | 0     | —              | —              | 31     | 0      |
| 2018/19         | VfB Stuttgart   | Bundesliga      | 18         | 1          | 1     | 0     | —              | —              | 19     | 1      |
| Club totaal     | Club totaal     | Club totaal     | 115        | 2          | 6     | 0     | 0              | 0              | 121    | 2      |
| 2019/20         | PSV             | Eredivisie      | 13         | 1          | 2     | 0     | 7              | 1              | 22     | 2      |
| 2020/21         | PSV             | Eredivisie      | 8          | 0          | 2     | 0     | 4              | 0              | 14     | 0      |
| Club totaal     | Club totaal     | Club totaal     | 21         | 1          | 4     | 0     | 11             | 1              | 36     | 2      |
| 2021/22         | → Union Berlin  | Bundesliga      | 25         | 1          | 5     | 0     | 4              | 0              | 34     | 1      |
| 2022/23         | → Union Berlin  | Bundesliga      | 8          | 0          | 0     | 0     | 0              | 0              | 8      | 0      |
| Club totaal     | Club totaal     | Club totaal     | 33         | 1          | 5     | 0     | 4              | 0              | 42     | 1      |
| 2023/24         | FC Schalke 04   | 2. Bundesliga   |            |            |       |       |                |                |        |        |
| Carrière totaal | Carrière totaal | Carrière totaal | 169        | 4          | 15    | 0     | 15             | 1              | 199    | 5      |

Bijgewerkt t/m 26 juli 2023

## Interlandcarrière
Baumgartl kwam uit voor diverse Duitse nationale jeugdelftallen. Hij was basisspeler van het Duitsland –21 dat de finale haalde op het EK –21 van 2019.

## Erelijst
| Kampioen 2. Bundesliga | 1x | 2016/17 |

## Familie
Baumgartl is een zoon van Duits voormalig handbalinternational Michaela Baumgartl.
1 Hoffmann ·
2 Sánchez ·
4 Noode ·
5 Murkin ·
6 Schallenberg ·
7 Seguin ·
8 Younes ·
9 Sylla ·
11 Lasme ·
14 Bachmann ·
15 Højlund ·
16 Zalazar ·
17 Gantenbein ·
18 Antwi-Adjei ·
19 Karaman  ·
21 Wasinski ·
22 Cissé ·
23 Aydın ·
24 Hamache ·
26 Kalas ·
27 Tempelmann ·
28 Heekeren ·
29 Mohr ·
30 Donkor ·
31 Bulut ·
34 Langer ·
35 Kamiński ·
37 Grüger ·
Coach: Van Wonderen
· Assistent-coach: Balette
· Assistent-coach: Molenaar
· Assistent-coach: Sam